# HTC Vive Focus
HTC Vive Focus è un visore VR prodotto dalla casa taiwanese HTC.

## Specifiche Hardware
Il visore dispone di uno schermo LCD 5K (2448 x 2448 pixel per occhio (4896 x 2448 pixel combinati)), un ampio campo visivo di 120˚ e una frequenza di aggiornamento di 90 Hz.
Possiede un processore Qualcomm Snapdragon XR2, una RAM da 8 GB e una memoria di 128 GB (espandibile fino a 2TB con microSD).
Inoltre supporta il Bluetooth 5.2 e Wi-Fi 6. È dotato di una batteria da 26,6 Wh: rimovibile e sostituibile ai polimeri di litio (la durata dichiarata è di 15 ore).